# Den Hoorn

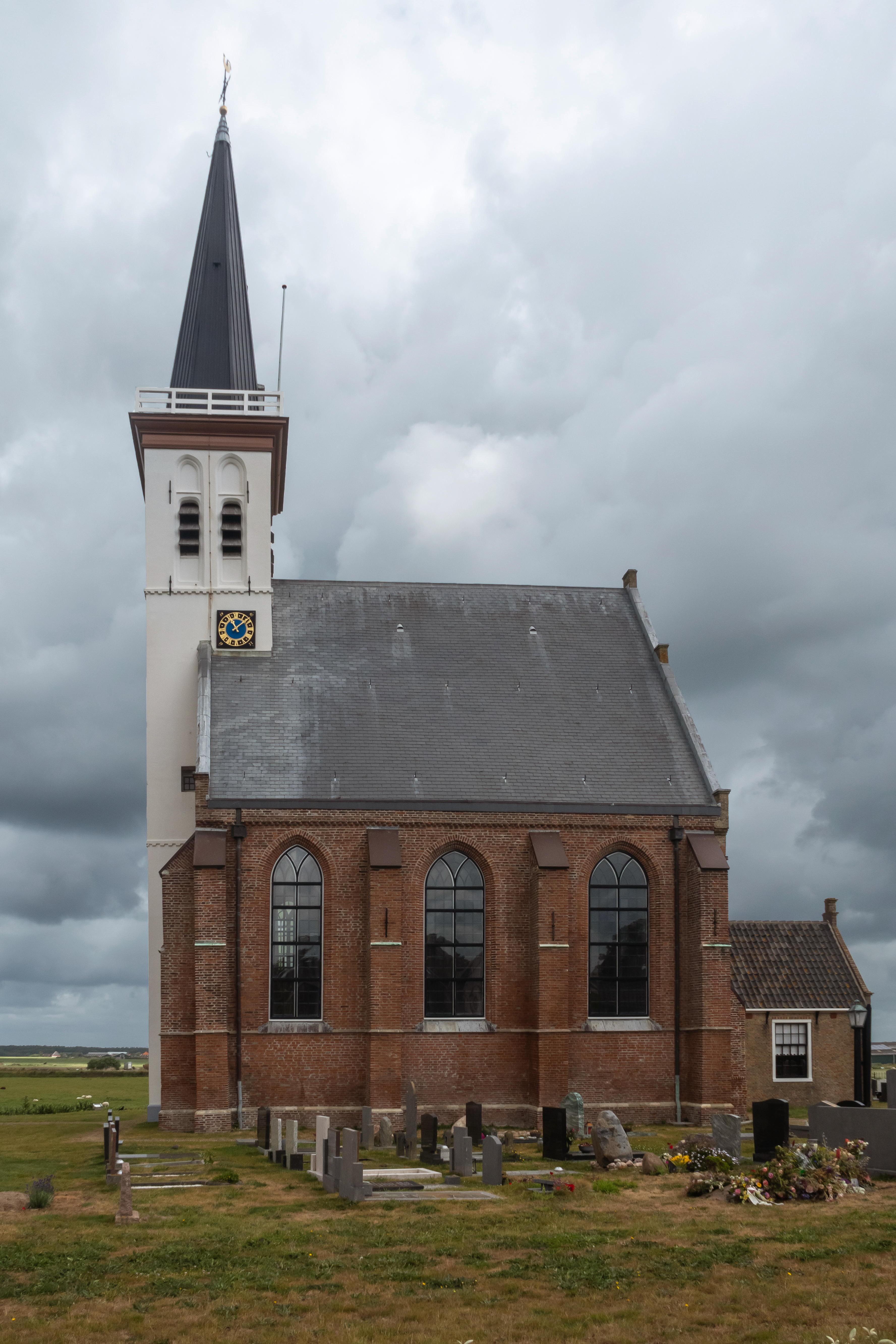
Reformierte Kirche

Den Hoorn (auch De Hoore genannt) ist ein kleines Dorf auf der Insel Texel in den Niederlanden. Es ist, abgesehen vom Fährhafen ’t Horntje, das südlichste Dorf auf der Insel und liegt am Rand eines ausgestreckten Dünengebietes. Etwas außerhalb des Ortes liegt die Jugendherberge De Stolp. 

## Geschichte
Der ursprünglich an der Stelle des heutigen Den Hoorn gelegene Ort (De Oude Hoorn) wurde 1398 im Haken-und-Kabeljau-Krieg niedergebrannt. Das heutige Den Hoorn lag anfänglich direkt am Meer, wanderte im Zuge der Landgewinnung jedoch zusehends ins Landesinnere. Die Einwohner lebten zunächst von Landwirtschaft, Fischerei und Viehzucht. Ab dem 17. Jahrhundert wurde die internationale Handelsschifffahrt zu einem wichtigen Wirtschaftszweig. Viele Einwohner von Den Hoorn wurden in dieser Zeit als Lotsen tätig. Diese Industrie verlor nach dem Bau des Nordhollandkanals (Fertigstellung 1824) und des Nordseekanals (Fertigstellung 1875) zusehends an Bedeutung. Viele Bewohner fanden daraufhin im neu aufkommenden Blumenanbau eine Anstellung.

## Sehenswürdigkeiten
In Den Hoorn liegen 21 als Rijksmonument ausgewiesene Kulturdenkmäler. Das wohl bekannteste ist die Kirche des Ortes mit ihrem markanten weißen Turm, die in den Jahren 1425 bis 1450 erbaut wurde.

## Persönlichkeiten
- Bart Schenkeveld (* 1991), Fußballspieler